# رحلة الشتاء والصيف
رحلة الشتاء والصيف هاتان الرحلتان هما رحلة تجارة وميرة كانت قريش تجهزهما في هذين الفصلين كل سنة أولاهما شتاء إلى بلاد اليمن يبلغون بها بلاد حِمْيَر. وأخراهما صيفًا إلى الشام يبلغون بها مدينة بصرى من بلاد الشام.

## التاريخ
وكان أول من سن الرحلتين هاشم بن عبد مناف، وسبب ذلك أنهم كانوا يعتريهم خصاصة فإذا لم يجد أهل بيت طعاما لقوتهم حمل رب البيت عياله إلى موضع معروف فضرب عليهم خباء وبقوا فيه حتى يموتوا جوعا ويسمى ذلك الاعتفار بالعين المهملة وبالراء وقيل بالدال عوض الراء وبفاء فحدث أن أهل بيت من بني مخزوم أصابتهم فاقة شديدة فهموا بالاعتفار فبلغ خبرهم هاشما لأن أحد أبنائهم كان تربا لأسد بن هاشم، فقام هاشم خطيبا في قريش وقال:
| رحلة الشتاء والصيف | إنكم أحدثتم حدثا تقلون فيه وتكثر العرب وتذلون وتعز العرب وأنتم أهل البيت الحرام والناس لكم تبع ويكاد هذا الاعتفار يأتي عليكم. | رحلة الشتاء والصيف |

 ثم جمع كل بني أب على رحلتين للتجارات فما ربح الغني قسمه بينه وبين الفقير من عشيرته حتى صار فقيرهم كغنيهم.

## ما بقي منها
وبقي من اثار هذه الرحلة التجارية عدة مواضع منها موضع قرن قريش لاستراحة قوافلهم بالقرب من محافظة العرضيات وبجانب قرن قريش يوجد قرن هذيل وهي محطة استراحات قوافل هذيل ويبدوا من خلال التسميات الجغرافية ان فكرة التجارة في الشتاء والصيف لم تكن حكرا على قريش بل شاركتهم هذيل كذلك.

## ذكر الرحلتين في القرآن الكريم
ورد ذكر رحلتي الشتاء والصيف في القران الكريم وذلك في سورة قريش فقال تعالى: ﴿لِإِيلَافِ قُرَيْشٍ ۝١ إِيلَافِهِمْ رِحْلَةَ الشِّتَاءِ وَالصَّيْفِ ۝٢ فَلْيَعْبُدُوا رَبَّ هَذَا الْبَيْتِ ۝٣ الَّذِي أَطْعَمَهُمْ مِنْ جُوعٍ وَآمَنَهُمْ مِنْ خَوْفٍ ۝٤﴾(سورة قريش).
إن منة إيلافهم رحلتي الشتاء والصيف، هي المنة التي يذكرهم الله بها ومنة الرزق الذي أفاضه عليهم بهاتين الرحلتين، وبلادهم قفرة جفرة وهم طاعمون هانئون من فضل الله, ومنة أمنهم الخوف، سواء في عقر دارهم بجوار بيت الله الحرام، أم في أسفارهم وترحالهم في رعاية حرمة البيت التي فرضها الله من كل اعتداء.
فيذكرهم بهذه المنن ليستحوا مما هم فيه من عبادة غير الله، وهو رب هذا البيت الذي يعيشون في جواره آمنين طاعمين، ويسيرون باسمه مرعيين ويعودون سالمين. وهو تذكير يستجيش الحياء في النفوس، ويثير الخجل في القلوب. ولكن انحراف الجاهلية لا يقف عند منطق، ولا يثوب إلى حق، ولا يرجع إلى معقول.
﴿لِإِيلَافِ قُرَيْشٍ ۝١ إِيلَافِهِمْ رِحْلَةَ الشِّتَاءِ وَالصَّيْفِ ۝٢﴾
أي فلتعبد قريش ربها شكرا له على أن جعلهم قوما تجارا ذوي أسفار في بلاد غير ذات زرع ولا ضرع، لهم رحلتان رحلة إلى اليمن شتاء لجلب الأعطار والأفاويه التي تأتي من بلاد الهند والخليج العربي إلى تلك البلاد ورحلة في الصيف إلى بلاد الشام لجلب الحاصلات الزراعية إلى بلادهم المحرومة منها.
وقد كان العرب يحترمونهم في أسفارهم، لأنهم جيران بيت الله وسكان حرمه، وولاة الكعبة، فيذهبون آمنين، ويعودون سالمين، لا يمسهم أحد بسوء على كثرة ما كان بين العرب من السلب والنهب والغارات التي لا تنقطع.
فكان احترام البيت ضربا من القوة المعنوية التي تحتمي بها قريش في الأسفار، ولهذا ألفتها نفوسهم، وتعلقت بالرحيل، استدرارا للرزق.
وهذا الإجلال الذي ملك نفوس العرب من البيت الحرام، إنما هو من تسخير رب البيت سبحانه، وقد حفظ حرمته، وزادها في نفوس العرب ردّ الحبشة عنه حين أرادوا هدمه، وإهلاكهم قبل أن ينقضوا منه حجرا، بل قبل أن يدنوا منه.
ولو نزلت مكانة البيت من نفوس العرب، ونقصت حرمته عندهم، واستطالت الأيدي على سفّارهم لنفروا من تلك الرحلات، فقلّت وسائل الكسب بينهم، لأن أرضهم ليست بذات زرع ولا ضرع، وما هم بأهل صناعة مشهورة يحتاج إليها الناس فيأتوهم وهم في عقر ديارهم ليأخذوا منها، فكانت تضيق عليهم مسالك الأرزاق وتنقطع عنهم ينابيع الخيرات.
﴿فَلْيَعْبُدُوا رَبَّ هَذَا الْبَيْتِ ۝٣﴾ [قريش:3]
الذي حماه من الحبشة وغيرهم، ومكّن منزلته في النفوس، وكان من الحق أن يفردوه بالتعظيم والإجلال.
ثم وصف رب هذا البيت بقوله:
(الَّذِي أَطْعَمَهُمْ مِنْ جُوعٍ) أي إنه هو الذي أوسع لهم الرزق، ومهد لهم سبله، ولولاه لكانوا في جوع وضنك عيش.
(وَآمَنَهُمْ مِنْ خَوْفٍ) أي وآمن طريقهم، وأورثهم القبول عند الناس، ومنع عنهم التعدي والتطاول إلى أموالهم وأنفسهم، ولولاه لأخذهم الخوف من كل مكان فعاشوا في ضنك وجهد شديد.

وإذا كانوا يعرفون أن هذا كله بفضل رب هذا البيت، فلم يتوسلون إليه بتعظيم غيره، وتوسيط سواه عنده؟ مع أنه لا فضل لأحد ممن يوسطونه في شيء من النعمة التي هم فيها، نعمة الأمن ونعمة الرزق: وكفاية الحاجة.